# Fort Isabella (Knokke-Heist)
Fort Isabella (Grootfort) was een fort dat gelegen was nabij het voormalige Zwin aan het Oude Reigersvliet, op het grondgebied van de gemeente Knokke-Heist, in het gebied Hazegras. Het fort is vernoemd naar landvoogdes Isabella van Spanje.
Het fort werd door de Spaansgezinden gebouwd in 1622. Het was een versterkte sluis, omgeven door een veelhoekig fort, onder meer voorzien van een glacis. Voordien was er sprake van Fort Sint-Marcus en Fort Sint-Clara, gebouwd in 1599.
Na de Vrede van Münster (1648) werd het fort verwaarloosd en in 1657 werd een nieuwe sluis ten noorden van Fort Isabella gebouwd, de Nieuwe Eyensluis. In 1701 werd het fort, in het kader van de Spaanse Successieoorlog, herbouwd volgens het Franse gebastioneerde systeem, maar in 1702 werd het gebied veroverd door de Staatsen, die de sluis doorbraken. Het fort verloor hiermee zijn militaire waarde en raakte in verval, hoewel hoogteverschillen nog lang in het weiland aanwezig waren, ook al werden er in 1982 veel van de hoogteverschillen genivelleerd.
In de nabijheid van dit fort werd in 1784 het Fort Hazegras gebouwd.